# Deaflympics d'été de 2001
Les Deaflympics d'été de 2001, officiellement appelés les 19e Deaflympics d'été, ont eu lieu le 22 juillet 2001 au 1er août 2001 à Rome.
Ces Jeux rassemblaient 2 208 athlètes venant de 67 pays. Ils participaient à 14 sports et 16 disciplines qui regroupaient un total de 143 épreuves officielles.

## Faits sur ces Jeux
Avec l'approbation du Comité International Olympique, le World Games for the Deaf change de nom en devenant Deaflympics appliqué en mai 2001, Rome est alors le premier à accueillir les Jeux d'été sous cette nouvelle identité.

## Sport
Les Deaflympics d'été de 2001 ont 16 disciplines dont 11 individuelles et 5 en équipe.

### Sports individuels
- Athlétisme
- Marathon
- Badminton
- Bowling
- Course d'orientation
- Cyclisme sur la route
- Lutte
- Natation
- Tennis
- Tennis de table
- Tir sportif

### Sports en équipe
- Basket-ball
- Football
- Handball
- Volleyball
- Water-polo

## Pays participants
Les Deaflympics d'été de 2001 ont accueilli 2208 athlètes de 67 pays: 
- Algérie
- Argentine
- Arménie
- Australie
- Autriche
- Azerbaïdjan
- Biélorussie
- Belgique
- Brésil
- Bulgarie
- Canada
- Chine
- Croatie
- Cuba
- Chypre
- Tchéquie
- Danemark
- Estonie
- Finlande
- France
- Géorgie
- Allemagne
- Royaume-Uni
- Grèce
- Hong Kong
- Hongrie
- Inde
- Iran
- Irlande
- Israël
- Italie
- Japon
- Kenya
- Corée du Sud
- Lettonie
- Lituanie
- Macao
- Macédoine du Nord
- Malaisie
- Malte
- Mexique
- Moldavie
- Mongolie
- Pays-Bas
- Norvège
- Pakistan
- Pologne
- Portugal
- Roumanie
- Russie
- Arabie saoudite
- Singapour
- Slovaquie
- Slovénie
- Afrique du Sud
- Espagne
- Suède
- Suisse
- Turquie
- Turkménistan
- Ukraine
- États-Unis
- Uruguay
- Ouzbékistan
- Venezuela
- Yougoslavie
- Taipei chinois

## Compétition

### Tableau des médailles
- Pays organisateur (Italie)

| Rang    | Nation             | Or  | Argent | Bronze | Total |
| ------- | ------------------ | --- | ------ | ------ | ----- |
| 1       | États-Unis         | 26  | 21     | 23     | 70    |
| 2       | Allemagne          | 13  | 21     | 13     | 47    |
| 3       | Russie             | 13  | 18     | 19     | 50    |
| 4       | Ukraine            | 12  | 10     | 10     | 32    |
| 5       | Japon              | 10  | 5      | 5      | 20    |
| 6       | Iran               | 8   | 7      | 4      | 19    |
| 7       | Afrique du Sud     | 8   | 2      | 3      | 13    |
| 8       | Italie             | 7   | 2      | 9      | 18    |
| 9       | Canada             | 4   | 5      | 5      | 14    |
| 10      | République tchèque | 4   | 5      | 2      | 11    |
| 11      | Corée du Sud       | 4   | 4      | 4      | 12    |
| 12      | France             | 4   | 3      | 1      | 8     |
| 13      | Australie          | 4   | 1      | 1      | 6     |
| 14      | Turquie            | 3   | 0      | 3      | 6     |
| 15      | Inde               | 3   | 0      | 0      | 3     |
| 16      | Chine              | 2   | 3      | 3      | 8     |
| 17      | Yougoslavie        | 2   | 2      | 0      | 4     |
| 18      | Cuba               | 2   | 1      | 6      | 9     |
| 19      | Lituanie           | 2   | 0      | 3      | 5     |
| 20      | Suède              | 1   | 5      | 5      | 11    |
| 21      | Pays-Bas           | 1   | 5      | 3      | 9     |
| 22      | Malaisie           | 1   | 3      | 0      | 4     |
| 23      | Grèce              | 1   | 2      | 0      | 3     |
| 24      | Taipei chinois     | 1   | 1      | 2      | 4     |
| 25      | Croatie            | 1   | 0      | 0      | 1     |
| 25      | Danemark           | 1   | 0      | 0      | 1     |
| 25      | Espagne            | 1   | 0      | 0      | 1     |
| 25      | Finlande           | 1   | 0      | 0      | 1     |
| 25      | Portugal           | 1   | 0      | 0      | 1     |
| 25      | Pologne            | 1   | 0      | 0      | 1     |
| 25      | Roumanie           | 1   | 0      | 0      | 1     |
| 32      | Royaume-Uni        | 0   | 2      | 4      | 6     |
| 33      | Mexique            | 0   | 2      | 1      | 3     |
| 33      | Suisse             | 0   | 2      | 1      | 3     |
| 35      | Estonie            | 0   | 1      | 4      | 5     |
| 36      | Irlande            | 0   | 1      | 3      | 4     |
| 37      | Mongolie           | 0   | 1      | 1      | 2     |
| 38      | Hongrie            | 0   | 1      | 0      | 1     |
| 38      | Kenya              | 0   | 1      | 0      | 1     |
| 38      | Venezuela          | 0   | 1      | 0      | 1     |
| 38      | Slovénie           | 0   | 1      | 0      | 1     |
| 38      | Norvège            | 0   | 1      | 0      | 1     |
| 38      | Lettonie           | 0   | 1      | 0      | 1     |
| 45      | Belgique           | 0   | 0      | 3      | 3     |
| Total： | Total：            | 143 | 144    | 141    | 428   |

### La France aux Deaflympics
Il s'agit de sa 19e participation aux Deaflympics d'été. Avec un total de 62 athlètes français, la France parvient à se hisser à la 12e place dans le classement par nation.
Les sportifs français ont remporté quatre médailles d'or, trois médailles d'argent et une médaille de bronze.